# Ekerö (gemeente)
Ekerö is een Zweedse gemeente in Uppland. De gemeente behoort tot de provincie Stockholms län. Ze heeft een totale oppervlakte van 386,6 km² en telde 26.053 inwoners in 2012.
De eilanden Lovö, Adelsö, Färingsö, Helgö (eiland) en Ekerö (allen in het Mälarmeer gelegen) behoren tot de gemeente.

## Plaatsen
- Ekerö (plaats)
- Stenhamra
- Ekerö sommarstad
- Älvnäs
- Drottningholm (plaats)
- Kungsberga
- Parksidan
- Sundby (Ekerö)
- Tureholm
- Ölsta
- Helgö (plaats)
- Munsö
- Hilleshög
- Bergvik (Ekerö)
- Degerby
- Färjestaden (Ekerö)
- Färentuna
- Ekeby (Ekerö)
- Sånga-Sundby
- Lilla Stenby
- Lurudden